# Coppa delle Coppe CONCACAF 1993
La Coppa delle Coppe CONCACAF 1993 fu la seconda edizione della seconda manifestazione continentale di calcio, e fu vinta dal Monterrey, che prevalsero nel girone finale. Per i messicani fu la prima e unica affermazione nel torneo.

## Formato
Il torneo prevedeva più fasi preliminari di eliminazione a base regionale, fino alla disputa di un girone finale per l'assegnazione del titolo.

## Zona settentrionale

### Primo turno
| Squadra 1     | Totale | Squadra 2 | Andata | Ritorno |
| ------------- | ------ | --------- | ------ | ------- |
| San Jose Oaks | 1 - 10 | Monterrey | 1 - 4  | 0 - 6   |

## Zona centrale

### Primo turno
| Squadra 1     | Totale | Squadra 2   | Andata | Ritorno |
| ------------- | ------ | ----------- | ------ | ------- |
| Suchitepéquez | 5 - 3  | Bautista    | 4 - 2  | 1 - 1   |
| La Victoria   | 2 - 8  | Real España | 2 - 3  | 0 - 5   |

Il Luis Ángel Firpo qualificato automaticamente.

## Zona caraibica

### Turno preliminare
| Squadra 1  | Totale | Squadra 2        | Andata | Ritorno |
| ---------- | ------ | ---------------- | ------ | ------- |
| Solidarité | 5 - 0  | Lion Hill Spliff | 5 - 0  | /       |
| Mana       | 0 - 4  | PVV              | 0 - 0  | 0 - 4   |

### Primo turno
| Squadra 1  | Totale          | Squadra 2     | Andata | Ritorno |
| ---------- | --------------- | ------------- | ------ | ------- |
| Solidarité | 3 - 3 (5-3 dcr) | PVV           | 1 - 1  | 2 - 2   |
| Robert     | /               | Yobbo Rangers | /      | /       |

### Secondo turno
| Squadra 1 | Totale | Squadra 2  | Andata | Ritorno |
| --------- | ------ | ---------- | ------ | ------- |
| Robert    | 4 - 3  | Solidarité | 4 - 1  | 0 - 2   |

## Play-off zona settentrionale e caraibica
| Squadra 1 | Totale     | Squadra 2 | Andata | Ritorno |
| --------- | ---------- | --------- | ------ | ------- |
| Robert    | 2 - 3(dts) | Monterrey | 2 - 1  | 0 - 2   |

## Fase a gruppi
| Squadra          | P.ti | G | V | N | P | GF | GS | DR  |
| ---------------- | ---- | - | - | - | - | -- | -- | --- |
| Monterrey        | 5    | 3 | 2 | 1 | 0 | 7  | 4  | +3  |
| Real España      | 4    | 3 | 1 | 2 | 0 | 9  | 1  | +8  |
| Luis Ángel Firpo | 3    | 3 | 1 | 1 | 1 | 9  | 5  | +4  |
| Suchitepéquez    | 0    | 3 | 0 | 0 | 3 | 1  | 16 | -15 |

| Prima giornata   |     |                  |
| Monterrey        | 1–1 | Real España      |
| Luis Ángel Firpo | 6–1 | Suchitepéquez    |
| Seconda giornata |     |                  |
| Luis Ángel Firpo | 0–0 | Real España      |
| Monterrey        | 2–0 | Suchitepéquez    |
| Terza giornata   |     |                  |
| Real España      | 8–0 | Suchitepéquez    |
| Monterrey        | 4–3 | Luis Ángel Firpo |